# Albert Hummel
Albert Hummel (* 18. April 1870 in Wien; † 29. April 1943 ebenda) war ein österreichischer Politiker (SDAP) und Krankenkassensekretär. Er war von 1919 bis 1921 Abgeordneter zum Landtag von Niederösterreich und von 1919 bis 1921 Bezirksvorsteher von Margareten.
Hummel besuchte nach der Volks- und Bürgerschule die Handelsschule und absolvierte zudem Privatkurse. Auf Grund des Todes seines Vaters brach er seine Ausbildung ab und erlernte den Beruf des Lithographen. Er arbeitete in der Folge von 1888 bis 1896 als  Gehilfenobmann der Lithographen und Steindrucker und wechselte danach als Vorstandsmitglied zur Gremialkrankenkasse dieser Berufsgruppe. Er wurde in der Folge auch Vorstandsmitglied des Verbandes der Genossenschaftskrankenkassen Wiens und im Jahr 1900 zum Beamten im Krankenkassenbereich berufen.
Politisch engagierte sich Hummel als Bezirksobmann der Sozialdemokraten in Wien-Margareten sowie als Mitglied des Landesparteivorstandes. Er wurde 1918 Bezirksvorsteher-Stellvertreter und übernahm 1919 das Amt des Bezirksvorstehers. Zudem vertrat er die Sozialdemokratische Arbeiterpartei vom 20. Mai 1919 bis zum 11. Mai 1921 im Niederösterreichischen Landtag, wobei er ab dem 10. November 1920 im Zuge der Trennungsphase Wiens von Niederösterreich der Kurie Wien angehörte und ab dem 30. Dezember 1920 Wiener Delegierter war. Anfang Juli 1921 legte er sein Amt als Bezirksvorsteher nieder.